# Chloriona oranensis
Chloriona oranensis är en insektsart som beskrevs av Matsumura 1910. Chloriona oranensis ingår i släktet Chloriona och familjen sporrstritar. Inga underarter finns listade i Catalogue of Life.